# Igor Wladimirowitsch Nak
|  | Dieser Artikel wurde auf den Seiten der Qualitätssicherung des Projektes Politiker eingetragen. Hilf mit, ihn zu verbessern, und beteilige dich an der Diskussion! Folgendes muss noch verbessert werden: War bereits in der allgemeinen QS. Wurde offenbar aus der ru:WP übersetzt. Artikel sollte überprüft werden und insbesondere Einzelnachweise und Belege aus der ru:WP übertragen werden. --DF5GO • ☎ • 21:41, 13. Jul. 2013 (CEST) |

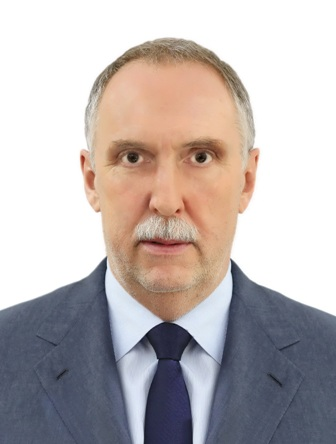
Igor Wladimirowitsch Nak

Igor Wladimirowitsch Nak (russisch Игорь Владимирович Нак, wiss. Transliteration Igor Vladimirovič Nak; * 6. August 1963 in Moskau) ist ein russischer Politiker und Unternehmer, Leiter des Arbeitgeberverbandes des Autonomen Kreises der Jamal-Nenzen, Kandidat der Ingenieurwissenschaften.
Nak ist Abgeordneter der Tjumener Gebietsduma im einheitlichen Wahlkreis der politischen Partei Einiges Russland. Er ist Leiter der Fraktion Einiges Russland in der Staatsduma des Autonomen Kreises der Jamal-Nenzen. Außerdem ist er Leiter des Rats der Abgeordnetenfraktion im Föderationskreis Ural.
Nak ist Generaldirektor der offenen Aktiengesellschaft Jamaltransstroi und Vizepräsident des Russischen Verbands der Industriellen und Unternehmer (RSPP), Vorsitzender des Koordinierungsrats von RSPP für die Entwicklung der Nordgebiete und der Arktis. Nak wurde zum Dr. techn. promoviert und als ehrenvoller Verkehrsbauarbeiter Russlands ausgezeichnet.

## Lebenslauf
Er wurde 1963 in Moskau als Sohn von Wladimir Grigorjewitsch Nak geboren. 1985 absolvierte er Moskauer Institut für Eisenbahnverkehr des Leninordens und Ordens des Roten Banners der Arbeit; Fachgebiet „Eisenbahnbau, Gleis und Gleiswirtschaft“. Im Jahr 2004 verteidigte er seine Dissertation zum Thema „Methoden der Organisation und Technologie der Bau- und Gleisarbeiten unter den Bedingungen der Arktis“. Durch den Beschluss des Promotionsausschusses der Moskauer Staatlichen Universität für Eisenbahnverkehr wurde der akademische Grad als Kandidat der Ingenieurwissenschaften für I. V. Nak verliehen. Seit 1985 arbeitete er als Meister, Bauführer im Bauzug Nr. 643 des Trusts „Moselektrotjagstroi“. Seit 1986 arbeitete er als Bauführer, stellvertretender Leiter, Leiter im Bauzug Nr. 351 des Bauverbands „Jamaltransstroi“ (Labytnangi). Seit 1997 wurde er zum ersten Stellvertreter und dann zum Generaldirektor der offenen Aktiengesellschaft Jamaltransstroi, einer der größten russischen Gesellschaften in Eisenbahnbau hinter dem Polarkreis auf der Halbinsel Jamal.

## Politische Tätigkeit
- Von 1990 bis 1994 wurde er zum Abgeordneten des Stadtrates der Volksabgeordneten der Stadt Labytnangi gewählt.
- 1994–1997 – Abgeordneter der Stadtduma.
- 1996–2005 – Abgeordneter der Staatsduma des Autonomen Kreises der Jamal-Nenzen.
- 1996–2000 – Abgeordneter der Staatsduma des Autonomen Kreises der Jamal-Nenzen, 2. Einberufung.
- 2000–2005 – Abgeordneter der Staatsduma des Autonomen Kreises der Jamal-Nenzen, 3. Einberufung.
- Von 2000 bis 2007 leitete er den politischen Rat der regionalen Jamal-Nenzen-Abteilung der Allrussischen politischen Partei Einiges Russland in der Staatsduma des Autonomen Kreises, war der Leiter des Rats der Abgeordnetenfraktion.[1]
- Seit 2007 war er der Leiter der Jamal-Nenzen-Abteilung des Russischen Verbands der Industriellen und Unternehmer (RSPP), das Vorstandsmitglied von RSPP. In demselben Jahr wurde er zum Abgeordneten der Tjumener Gebietsduma in dem einheitlichen Wahlkreis von der politischen Partei Einiges Russland gewählt.[2]
- 2005–2007 – Abgeordneter der Staatsduma des Autonomen Kreises der Jamal-Nenzen, 4. Einberufung (vorzeitig im Zusammenhang mit der Wahl in die Tjumener Gebietsduma zurückgetreten).
- 2007–2011 – Abgeordneter der Tjumener Gebietsduma, 4. Einberufung.
- 2011–2016 – Abgeordneter der Tjumener Gebietsduma, 5. Einberufung.
- 2016 bis zum heutigen Zeitpunkt – Abgeordneter der Tjumener Gebietsduma, 6. Einberufung.
- 2007 bis zum heutigen Zeitpunkt – Leiter der regionalen Jamal-Nenzen-Abteilung des Russischen Verbands der Industriellen und Unternehmer (RSPP), Vorstandsmitglied von RSPP, Vorsitzender der Nonprofit-Organisation „Arbeitgeberverband des Autonomen Kreises der Jamal-Nenzen“.
- Seit 2009 – Vorsitzender des Vorstandes des Koordinierungsrats von RSPP im Föderationskreis Ural.[3]
- Seit 2014 bis zum heutigen Zeitpunkt – Vizepräsident des Russischen Verbands der Industriellen und Unternehmer (RSPP), Vorsitzender des Koordinierungsrats von RSPP für die Entwicklung der Nordgebiete und der Arktis.
- Seit 2014 – Vizepräsident von OOO Stroigaskonsalting.

## Auszeichnungen und Titel
- Medaille des Ordens „Für Verdienste um das Vaterland“ der I. Stufe (22. Oktober 2011) für Arbeitserfolge und vieljährige nutzbringende Arbeit[4]
- Medaille des Ordens „Für Verdienste um das Vaterland“ der II. Stufe (9. März 1996)[5]
- Zeichen „Ehrenvoller Verkehrsbauarbeiter“ (16. August 1994) für den großen Beitrag in soziale und wirtschaftliche Entwicklung des Autonomen Kreises der Jamal-Nenzen und im Zusammenhang mit 65 Jahren seit dem Tag seiner Bildung.
- Auf der Brust zu tragende Auszeichnung „Ehrenhafter Verkehrsbauarbeiter“ (6. August 2008) für vieljährige nutzbringende Arbeit, großen Beitrag in die Entwicklung des Verkehrsbaus.
- Orden der Russischen orthodoxen Kirche des Ehrwürdigen Sergius von Radonesch der III. Stufe (19. Juni 2007) für Hilfeleistung den geistlichen Schulen von Tobolsk.
- Ehrenurkunde der Staatsduma des Autonomen Kreises der Jamal-Nenzen (26. September 2003) für Erfolge im Gebiet des Verkehrsbaus auf der Halbinsel Jamal und für hohe Qualität der ausgeführten Arbeiten (Bauministerium der Russischen Föderation).[6]
- Ehrenurkunde des Vorsitzenden des Föderationsrats der Föderalen Versammlung der Russischen Föderation (6. Dezember 2005) für gewissenhafte Arbeit, großen Beitrag in die Entwicklung der Gesetzgebung des Kreises der Jamal-Nenzen, Festigung der Demokratie sowie im Zusammenhang mit 75 Jahren seit dem Tag der Bildung des Autonomen Kreises der Jamal-Nenzen.
- Ehrenurkunde der Tjumener Gebietsduma (20. Dezember 2007) für vieljährige gewissenhafte Arbeit, wesentlichen Beitrag in soziale und wirtschaftliche Entwicklung des Gebiets Tjumen.
- Ehrenurkunde (7. Mai 2007) für nutzbringende und effektive Arbeit auf dem Posten des Sekretärs des politischen Rats der Jamal-Nenzen-Abteilung der Allrussischen politischen Partei Einiges Russland.
- Ehrenurkunde des Gouverneurs des Gebiets Tjumen (7. April 2009) für wesentlichen Beitrag in die Entwicklung der Gesetzgebung des Gebiets Tjumen, vieljährige gewissenhafte Arbeit und im Zusammenhang mit 15 Jahren seit dem Tag der Gründung der Tjumener Gebietsduma.
- Ehrenurkunde (10. Dezember 2010) für vieljährige gewissenhafte Arbeit, großen Beitrag in soziale und wirtschaftliche Entwicklung des Autonomen Kreises der Jamal-Nenzen sowie im Zusammenhang mit 25 Jahren seit dem Tag der Gründung der offenen Aktiengesellschaft Jamaltransstroi (Verordnung der gesetzgebenden Versammlung des Autonomen Kreises der Jamal-Nenzen).
- Ehrenurkunde (23. Dezember 2010) für wesentlichen Beitrag in die Entwicklung der Gesetzgebung der Russischen Föderation und des Parlamentarismus in der Russischen Föderation (Verordnung des Vorsitzenden der Staatsduma).
- Ehrenurkunde des Ministeriums für wirtschaftliche Entwicklung der Russischen Föderation (12. April 2010) für aktive Teilnahme an der Ausarbeitung und Realisierung der sozialen, wirtschaftlichen Politik aufgrund der staatlich-privaten Partnerschaft.
- Auf der Brust zu tragende Auszeichnung der Russischen Gewerkschaft der Eisenbahner und Verkehrsbauarbeiter „Für die Entwicklung der sozialen Partnerschaft“ (15. Juni 2010) für großen Beitrag in die Entwicklung des Verkehrsbaus, nutzbringende Arbeit für Verteidigung der sozialen und wirtschaftlichen Interessen der Arbeiter sowie für Festigung der sozialen Partnerschaft mit der Russischen Gewerkschaft der Eisenbahner und Verkehrsbauarbeiter.
- Goldzeichen von MIIT (Moskauer Institut für Ingenieure des Verkehrswesens) (31. August 2010)[7]
- Ehrenurkunde des Präsidenten der Russischen Föderation (14. August 2013) – für erzielte Arbeitserfolge, aktive gesellschaftliche Tätigkeit und vieljährige gewissenhafte Arbeit.[8]
- Dankbarkeit des Präsidenten der Russischen Föderation (5. Juni 2017) – für seinen großen Beitrag zu dem Bau und der Inbetriebnahme von Produktionsstätten an der Öl- und Gaskondensat-Lagerstätte Bowanenkowskoje.
- Abzeichen „Für Verdienste für die Jamal-Halbinsel“.
- Bescheinigung (11. August 2014) „Ehrenvoller Verkehrsbauarbeiter des Gebiets Tjumen“.
- Verordnung des Gouverneurs des Autonomen Kreises der Jamal-Nenzen D. N. Kobylkin vom 1. August 2013.